# 매사추세츠 종합병원
매사추세츠 종합병원(영어: Massachusetts General Hospital, MGH)는 하버드 의학전문대학원의 가장 큰 교육병원이다. 미국 매사추세츠주 보스턴에 위치한다. 미국에서 세 번째로 오래된 병원이기도 하다. 세계에서 가장 커다란 규모로 의학 연구가 이루어지는 기관이기도 하며, 2019년에는 연구비로 10억 달러 이상이 배정되었다. 1811년에 설립되었다.